# Tammi Terrell
Tammi Terrell, urodzona jako Thomasina Winifred Montgomery (ur. 29 kwietnia 1945, zm. 16 marca 1970) – amerykańska wokalistka znana szerszej publiczności dzięki współpracy z wytwórnią płytową Motown Records w latach sześćdziesiątych XX wieku. Największą sławę przyniosły jej duety z Marvinem Gaye’em. Karierę Tammi Terrell rozpoczęła jako nastolatka. Pierwszych nagrań dokonała dla wytwórni płytowej Scepter Records/Wand Records. Przez blisko dwa lata była związana z rewią Jamesa Browna nagrywając dla jego wytwórni muzycznej Try Me. Po zakończeniu studiów na krótko związała się z wytwórnią Chacker Records, by finalnie w 1965 podpisać kontrakt z Motown Records. Efektem współpracy był sukces duetów z Marvinem Gaye’em i siedem singli mieszczących się w pierwszej 40 Billboard Hot 100 (były to m.in.: „Ain’t No Mountain High Enough” oraz „You’re All I Need to Get By”). Kariera wokalistki załamała się pod koniec 1967 roku, kiedy to w czasie koncertu doszło do jej zasłabnięcia. Badania wykonane po wypadku wykazały guza mózgu. Leczenie obejmowało osiem nieudanych operacji, po których artystka zapadła w śpiączkę, ostatecznie ulegając chorobie 16 marca 1970.

## Dzieciństwo
Terrell urodziła się jako Thomasina Montgomery w Filadelfii w rodzinie Jennie i Thomasa Montgomery. Matka była aktorką, ojciec zaś politykiem. Tammi była najstarsza z dwójki rodzeństwa. Jej młodsza siostra Ludie Marianna twierdzi, że spodziewając się syna rodzice planowali nazwać go po ojcu Thomas. Narodziny córki nieco zmieniły te założenia, przekształcając zaplanowane imię w Thomasina i zdrobniale „Tommie”, z czasem przyjmujące formę „Tammy”, co inspirowane było filmem Tammy and the Bachelor. W wieku ok. 12 lat Terrell zaczęła odczuwać bóle głowy i migreny, które w tym okresie były bagatelizowane. Po latach członkowie rodziny utrzymywali, że mogły to być początki jej problemów zdrowotnych.

## Kariera

### Pierwsze nagrania
Przed ukończeniem 15. roku życia, Terrell po odkryciu jej przez Luthera Dixona, nagrywała dla wytwórni Wand (powiązanej z Scepter Records). Jednym z utworów z tego okresu jest ballada „If You See Bill”, nagrana pod nazwiskiem Tammy Montgomery. Po kilku singlach artystka opuszcza wytwórnie by związać się z zespołem Jamesa Browna. Początkowo jest dublerką wokalistek pierwszego składu rewii Browna. W 1963 roku nagrywa piosenkę „I Cried” dla Try Me Records. Po zakończeniu trasy koncertowej, Terrell w dramatycznych okolicznościach kończy współpracę z zespołem i podpisuje kontrakt z Checker Records. Dla tej wytwórni nagrywa duet z Jimmym Radcliffem „If I Would Marry You”, będący jej współkompozycją. Piosenka nie spotyka się z uznaniem publiczności, co motywuje artystę do częściowego wycofania się z show-biznesu na okres dwóch lat i podjęcia studiów związanych z medycyną na Uniwersytecie Pensylwanii.
W okresie tym Terrell współpracuje z Jerrym Bulterem, nie przerywając jednak nauki. W kwietniu 1965 roku, w czasie występu w Detroit, zostaje zauważona przez założyciela Motown Records Berrego Gordy, który obiecuje podpisanie z nią kontraktu. 29 kwietnia, w dniu 20 urodzin Terrell zawiera umowę z wytwórnią. Przed nagraniem pierwszego singla („I Can't Believe You Love Me”) w ramach Motown Tamla, Gordy zasugeruje zmianę pseudonimu scenicznego artystki. „Tammy Montgomery” było zbyt długie, jego zadaniem, aby umieszczać je na etykietach płyt. Zdecydowano się na „Tammi Terrell”; pseudonim zdecydowanie krótszy i „mający w sobie sex appeal”. „I Can't Believe You Love Me” stał się pierwszym singlem Terrell notowanym na R&B Top 40. Wynik ten w krótkim czasie zostaje powtórzony przez „Come On and See Me”. W 1966 roku, Terrell nagrywa dwa single: kompozycje Steviego Wondera „All I Do (Is Think About You)” i The Isley Brothers – „This Old Heart of Mine (Is Weak for You)”. Po nagraniu pierwszego singla Terrell występowała w rewii Motortown. W czasie trasy koncertowej Tammi poznaje Davida Ruffina, lidera grupy The Temptations. Po niedługim czasie wybuchł pomiędzy nimi płomienny romans.

### Sukces z Marvinem Gaye’em i diagnoza choroby nowotworowej
Na początku 1967 roku, w Motown dochodzi do zmian personalnych. Trzy ważne dla wytwórni wokalistki: Mary Wells, Kim Weston i Oma Page w krótkich odstępach czasu opuszczają jej szeregi. Zmiany te oznaczają także utratę partnerki scenicznej dla Marvina Gaye’a, gwiazdy Motown Records. Obiecujące sukcesy Tammi Terrell nie pozostały niezauważone. Berry Gordy kieruje do niej propozycję nagrań próbnych będących wstępem do stworzenia nowego duetu. Pierwszą wspólną piosenką nowej pary wokalistów była kompozycja Nickolasa Ashforda i Valerie Simpson „Ain’t No Mountain High Enough”. Gaye i Terrell nagrywali ją osobno. Zarejestrowany materiał został następnie zremiksowany i wzbogacony o linię melodyczną. Piosenka przeznaczona pierwotnie dla Dusty Springfield, z miejsca stała się przebojem muzyki pop wiosną 1967 roku i zanotowała 19. pozycję na Billboard Hot 100 oraz trzecią w zestawieniach muzyki R&B. Kolejnym hitem okazała się „Your Precious Love” plasując się na piątym miejscu listy przebojów muzyki pop i drugim na liście R&B. Pod koniec 1967 roku duet nagrywa trzeci singiel lokujący się w pierwszej dziesiątce list przebojów „If I Could Build My Whole World Around You”. Kolejną kompozycją była „If This World Were Mine”, nie znajdująca się już co prawda tak wysoko w zestawieniach, ale jak po latach przyznał Marvin Gaye, będąca „jedną z ulubionych piosenek Tammi”. Wspomniane kompozycje znalazły się na pierwszej płycie duetu United, wydanej latem 1967. Para rozpoczęła również wspólnie występy na żywo oraz w telewizyjnych programach rozrywkowych, inspirowane w dużej mierze przez Terrell, nakłaniającą do nich stroniącego przeważnie do kontaktu z publicznością Gayea.
Uzyskanie statusu gwiazdy zbiegło się w przypadku Tammi z nasileniem i zwiększeniem częstości występowania bólów migrenowych, których doświadczała już jako dziecko. Pomimo niedogodności z tym związanych, nadal chciała być blisko publiczności na ile to tylko było możliwe, nie opuszczając koncertów. Jednakże 14 października 1967, w czasie występu w Hampden-Sydney College Terrell zasłabła na scenie. Gaye towarzyszący wokalistce podtrzymał ją nie pozwalając na upadek i pomógł dotrzeć jej za kulisy. Tammi została natychmiast przewieziona do szpitala Southside Community w Farmville, gdzie w wyniku badań stwierdzono obecność złośliwego guza mózgu.
W okresie rekonwalescencji po pierwszej operacji Terrell powraca do studia Hitsville w Detroit i nagrywa jeden ze swych największych przebojów „You’re All I Need to Get By”. Drugą piosenką z tego okresu jest „Ain't Nothing Like the Real Thing”, zarejestrowana na początku 1968 roku. Utwór ten ponownie gości na listach przebojów, plasując się na pierwszym miejscu listy przebojów R&B i w pierwszej dziesiątce listy pop. „You’re All I Need to Get By” powtarza te sukcesy miesiąc później. Pomimo wielkich nadziei Tammi oraz jej otoczenia związanych z powrotem do zdrowia po pierwszym zabiegu, rozwój choroby nie ustępuje. Guz wymaga dalszego leczenia operacyjnego i ograniczenia aktywności scenicznej, co jest wyraźnie zalecane przez lekarzy.
W tym okresie powstaje trzeci album Marvina Gaye’a i Tammi Terrell Easy. Do dziś dnia krążą pogłoski o tym, że zbyt osłabiona chorobą artystka nie była wykonawczynią wszystkich utworów na nim zawartych. Głosem żeńskim miałaby być Valerie Simpson. Zdaniem Marvina Gaye’a (nagrywającego jak niegdyś oddzielnie) zły stan zdrowia Terrell zmusił kierownictwo Motown do sięgnięcia po inną wokalistkę i kontynuowanie duetu. Początkowo nastawiony nieprzychylnie do pomysłu Gaye, przystał na niego, pod warunkiem finansowego wsparcia leczenia Terrell przez wytwórnię. Valerie Simpson z kolei twierdzi, że była jedynie głosem wiodącym dla osłabionej Tammi, a odpowiednia obróbka materiału pozwoliła na wydobycie pełni jej wokalu. Ludie Montgomery w książce My Sister Tommie: The Real Tammi Terrell utrzymuje, że we wszystkich piosenkach z płyty Easy słyszy swoją siostrę. Albumowi towarzyszyły single „Good Lovin' Ain't Easy to Come By”, „What You Gave Me”, „California Soul” oraz plasujący się w Top Ten w Wielkiej Brytanii „The Onion Song”.
Ostatnim publicznym pojawieniem się Terrell był wzruszający koncert Marvina Gaye’a w Apollo Theater w Nowym Jorku pod koniec 1969 roku. Wokalistka, już bardzo osłabiona chorobą i uczestnicząca w koncercie jako widz na podsufitce, została dość szybko wypatrzona przez scenicznego partnera. Gdy ten podszedł z mikrofonem i zaintonował „You’re All I Need to Get By”, para stworzyła duet jak za swych najlepszych lat.
W 1969 roku Motown wydał pierwszy i zarazem jedyny solowy album artystki Irresistible. Ze względu na stan zdrowia Terrell nie uczestniczyła w jego promocji.

## Życie prywatne
Zdaniem siostry wokalistki, Ludie Montgomery, Terrell w wieku 11 lat padła ofiarą molestowania seksualnego. Dokonało go trzech chłopców z sąsiedztwa po wyjściu Tammi z przyjęcia zorganizowanego w jej okolicy. Incydent ten zmienił dość mocno zachowanie Terrell jako dziecka.
We wczesnych latach kariery, Terrell spotykała się z kilkoma mężczyznami zarówno z branży muzycznej, jak i spoza niej. Wiadomo, że zainteresowana była piosenkarzem Samem Cookem (choć nigdy nie spotykali się) oraz że przyjaźniła się z Genem Chandlerem. W 1962 roku, Terrell podpisuje kontrakt z Jamesem Brownem i wstępuje do jego zespołu. Dość szybko nawiązują romans, trwający około dwa lata. Kończy go pobicie, jakiego dopuścił się Brown za kulisami scenicznymi, w czasie jednego z koncertów. Terrell ucieka z miejsca występu i udaje się na dworzec autobusowy, skąd dzwoni do Gena Chandlera (który był naocznym świadkiem zajścia) oraz do matki, prosząc o odwiezienie do domu.
W 1965 roku, Terrell wdaje się w romans z liderem grupy The Temptations, Davidem Ruffinem. Wokalistka jest pod jego dużym wrażeniem; liczy na odmianę losu i wiąże z nim nadzieje na przyszłość. W przeciągu roku Ruffin proponuje jej ślub. Niestety do Terrell docierają informacje (później zresztą potwierdzone), że jej narzeczony ma żonę i trójkę dzieci oraz kochankę, mieszkających w Detroit. Informacje te prowadzą do walki niedoszłych narzeczonych prowadzonej na oczach opinii publicznej. Pojawiają się plotki o przemocy fizycznej jakiej dopuścić miał się Ruffin po ujawnieniu jego prawdziwej sytuacji rodzinnej. Niektóre z nich dość drastyczne, włączające użycie młotka i maczety, nie znajdują potwierdzenia ani u rodziny Tammi, ani w środowisku znajomych z Motown Records. Siostra wokalistki twierdzi jednak, że Ruffin uderzył Terrell kaskiem motocyklowym w twarz. Wypadki te kończą ich związek w 1967 roku.
Po podpisaniu kontraktu z Motown Terrell zmienia także znajomych, których większość obecnie wywodzi się ze środowiska artystów tej wytwórni. Jednym z najbliższych jej przyjaciół jest jej partner sceniczny, Marvin Gaye. Choć pojawiły się plotki o ich romansie, bliscy wokalistów zaprzeczyli temu. Podobnie Valerie Simpson oraz sam Gaye twierdzili, że relacje pomiędzy nimi były typowo bratersko-siostrzane. Po latach przyznał, że nazywał Terrell „sweet” i „nierozumianą” oraz twierdził, że była jego „doskonałą muzyczną partnerką”.
W chwili śmierci Tammi Terrell była zaręczona z doktorem Ernestem Garrettem, pracującym w szpitalu w którym była leczona, ale nie zajmującym się nią bezpośrednio.

## Śmierć
Na początku 1970 roku, Terrell zmuszona była już do poruszania się na wózku inwalidzkim, miała kłopoty z widzeniem i utratą włosów, a jej masa spadła do 42 kg. Po ósmej operacji, która została przeprowadzona 25 stycznia 1970 roku, Tammi zapadła w trwającą półtora miesiąca śpiączkę. Zmarła 16 marca 1970 roku, na miesiąc i dwa tygodnie przed swoimi 25 urodzinami.

### Następstwa
Marvin Gaye zmagający się z depresją od momentu rozpoznania choroby u Terrell pod koniec 1967 roku i jej zasłabnięcia w czasie koncertu, całkowicie wycofał się show-biznesu po jej śmierci. Powrócił dopiero po dwóch latach przerwy, w maju 1972, koncertem w nowo otwartym Centrum Kennedy’ego w Waszyngtonie.
Obecny na pogrzebie Gaye oddał jej hołd wykonując „You’re All I Need to Get By”. Według narzeczonego Tammi, dr Garretta, matka zmarłej wydała zgodę na występ tylko jemu. Wpływ na to mogła mieć krytyczna opinia Jennie Montgomery względem zachowania wytwórni Motown w czasie choroby córki oraz ingerencji w realizację albumu Easy bez zgody artystki. Podobne zdanie podzielał także Marvin Gaye, zarzucający wytwórni zaniedbania w promocji płyty, z której zyski, miały wspierać leczenie Terrell.
Wokalista nigdy w pełni nie pogodził się ze śmiercią swej partnerki scenicznej. Według biografów fakt ten mógł doprowadzić go do pogłębienia depresji, prowadzącej do narkomanii. Wyrazem tego może być wydany w 1971 roku introspektywny album What’s Going On, który po części jest reakcją na śmierć Terrell. W lipcu 1970, cztery miesiące po przedwczesnej śmierci wokalistki Diana Ross nagrała własną aranżację „Ain’t No Mountain High Enough”, która z miejsca stała się przebojem i jedną z ważniejszych jej piosenek.
8 października 2010 wydano kompilację Come On And See Me: The Complete Solo Collection. Składanka zawiera solowe nagrania Tammi Terrell, począwszy od liceum, oraz 13 minut materiałów nigdy niepublikowanych.

## Dyskografia

### Albumy
- 1967: The Early Show (Wand LP, strona A – Tammi Terrell, strona B – Chuck Jackson)
- 1969: Irresistible (poz. 39 R&B)
- 2001: The Essential Collection
- 2010: Come On and See Me: The Complete Solo Collection

Duety z Marvinem Gaye’em
- 1967: United (poz. 69 US)
- 1968: You’re All I Need (poz. 60 US)
- 1969: Easy (poz. 184 US)
- 1970: Marvin Gaye and Tammi Terrell’s Greatest Hits (pośmiertnie)
- 2001: The Complete Duets (kompilacja United, You’re All I Need, and Easy)

### Single
- 1961: „If You See Bill” (jako Tammy Montgomery)
- 1962: „Voice of the Experience” (jako Tammy Montgomery)
- 1963: „I Cried” (jako Tammy Montgomery) (poz. 99 US)
- 1964: „If I Would Marry You” (jako Tammy Montgomery)
- 1965: „I Can’t Believe You Love Me” (poz. 72 US)
- 1966: „Come On and See Me” (poz. 80 US)
- 1968: „This Old Heart of Mine (Is Weak for You)” (poz. 67 US)

Z Marvinem Gaye’em
- 1967: „Ain’t No Mountain High Enough” (poz. 19 US)
- 1967: „Your Precious Love” (poz. 5 US)
- 1967: „If I Could Build My Whole World Around You” (poz. 10 US, poz. 41 UK)
- 1968: „If This World Were Mine” (strona B „If I Could Build My Whole World Around You”, poz. 68 US)
- 1968: „Ain’t Nothing Like the Real Thing” (poz. 8 US, poz. 34 UK)
- 1968: „You’re All I Need to Get By” (poz. 7 US, poz. 19 UK)
- 1968: „Keep On Lovin’ Me Honey” (poz. 24 US)
- 1969: „You Ain’t Livin’ till You’re Lovin'” (poz. 21 UK)
- 1969: „Good Lovin’ Ain’t Easy to Come By” (poz. 30 US, poz. 26 UK)
- 1969: „What You Gave Me” (poz. 49 US)
- 1969: „The Onion Song” (poz. 50 US, poz. 9 UK)
- 1970: „California Soul” (poz. 56 US)

## Literatura
- Montgomery, Ludie. My Sister Tommie: the Real Tammi Terrell (2005, ISBN 1-904408-16-8)
- Ritz, David. Divided Soul: the Life of Marvin Gaye (2003 edition, ISBN 0-306-81191-X)
- Whitall, Susan. For the Record: Women of Motown (1998, ISBN 0-380-79379-2)